# Ariake no Wakare
Ariake no Wakare (japanisch 有明の別, übersetzt „Abschied in der Morgendämmerung“) ist eine japanische höfische Erzählung (王朝物語 ōchō monogatari) aus dem 12. Jahrhundert. Ihre Protagonisten gehören zwei Generationen einer japanischen Adelsfamilie an. Zentrale Themen sind deren romantische Beziehungen, aber auch Crossdressing, magische Unsichtbarkeit und Vaterschaftsfragen.

## Entstehung und Überlieferung
Ariake no Wakare wurde im späten 12. Jahrhundert, vermutlich gegen Ende der Heian-Zeit oder zu Beginn der Kamakura-Zeit, geschrieben. Den einzigen externen Hinweis zur Datierung liefert das um 1200 geschriebene Mumyō zōshi, welches Ariake no Wakare zusammen mit anderen Monogatari als zeitgenössisch (ima no yo no monogatari) erwähnt. Außerdem werden 21 Gedichte aus Ariake no Wakare in der Gedichtsammlung Fūyō Wakashū aus dem späten 13. Jahrhundert zitiert.
Ariake no Wakare ist anonym überliefert. Es wird vermutet, dass das Werk von einer Autorin stammt. Unterschiede in der Verwendung von Höflichkeitsformen für Figuren verschiedener Ränge lassen darauf schließen, dass die Erzählerin selbst einen gewissen Rang in der höfischen Gesellschaft innehatte. Sie bezeichnete sich auch selbst als Frau. Insgesamt gibt es mehrere Hinweise darauf, dass Ariake no Wakare von Jijū, der Zofe von Ariakes Ehefrau, geschrieben wurde und somit zum Teil autobiographisch ist.
Ariake no Wakare ist nur in einer einzigen Handschrift erhalten. Diese unterteilt den Text in drei unterschiedlich lange Bücher; die Kapitel- oder Sektionenunterteilungen entstammen hingegen modernen Editionen. Das Manuskript stammt aus dem 18. Jahrhundert und ist im kalligraphischen Stil der Heian-Zeit geschrieben. Bevor es zu Beginn der 1950er Jahre wiedergefunden wurde, galt Ariake no Wakare als verlorenes Werk; 1938 war bereits ein Rekonstruktionsversuch des Inhalts anhand der anderweitig überlieferten Gedichte unternommen worden.

## Erzählstil und Handlung
Ariake no Wakare befasst sich mit dem Leben hochrangiger Adeliger am japanischen Kaiserhof. Das Monogatari folgt ihren persönlichen Beziehungen mit einem großen Interesse an psychologischen Details. Wie es für japanische höfische Erzählungen typisch ist, werden die Figuren nicht mit Namen, sondern mit ihrem jeweiligen Rang oder Titel bezeichnet, welcher im Laufe der Erzählung wechseln kann. Die Identität der Hauptfigur, die in Robert Omar Khans Übersetzung durchgehend „Ariake“ heißt, wird erst nach und nach enthüllt.
Die Hauptfigur des ersten Teils von Ariake no Wakare wurde als einzige Tochter eines hochrangigen adligen Paars geboren, das keine weiteren Kinder hat. Zur Aufrechterhaltung der Erbfolge und auf ein göttliches Orakel hin wird sie als Sohn erzogen. Ariake, der zu Beginn der eigentlichen Erzählung 16 oder 17 Jahre alt und gerade zum „General zur Rechten“ (右大将 Udaishō) befördert worden ist, gilt als musikalisch begabter hübscher junger Mann, für den alle Damen und auch einige Männer am Hof schwärmen. Seine übernatürliche Fähigkeit, sich unsichtbar zu machen, ermöglicht es ihm, heimlich das Privatleben verschiedener Personen zu beobachten, wobei er Mitleid mit Frauen in Not zeigt. Ariake entführt und heiratet ein junges Mädchen (genannt 対の上 Tai no Ue), das aufgrund des sexuellen Missbrauchs durch den Stiefvater schwanger wurde. Durch die Heirat mit Ariake hat sie keinen gesellschaftlichen Abstieg zu befürchten, während Ariakes Familie bald einen offiziellen Erben bekommt. Nachdem der Kaiser (帝 Mikado) Ariake zu sexuellen Handlungen gezwungen hat und seitdem von dessen biologischem Geschlecht weiß, wird Ariakes Tod bekanntgegeben. Ariake übernimmt die Rolle der angeblichen jüngeren Tochter seiner Eltern (genannt Himegimi), wird dem Kaiser als Konkubine vorgestellt, bringt einen Sohn zur Welt und wird anschließend Kaiserin.
Die zweite Hälfte der Erzählung folgt der nächsten Generation, namentlich den zwei Kindern, deren Vaterschaft Ariake offiziell übernommen hat. Trotz des frühen Todes ihres offiziellen Vaters haben die beiden großen Erfolg am Hof und erfahren im Laufe der Zeit auch, wer ihre wahren Väter sind. Im zweiten Teil von Ariake no Wakare werden auch mehrere Figuren vorübergehend von Geistern besessen.

## Rezeption
Im 13. Jahrhundert wurde Ariake no Wakare offenbar hochgeschätzt. Das Mumyō zōshi lobt Ariake no Wakare, missbilligt allerdings die übernatürlichen Elemente der Erzählung.
Ab den 1990er Jahren wurde Ariake no Wakare als Quelle für die Geschlechterforschung herangezogen.

## Parallelen zu anderen literarischen Werken
Ein Leitmotiv des Monogatari ist ein Gedicht von Mibu no Tadamine aus dem Kokinshū, von dem sich auch der Titel Ariake no Wakare ableitet. Ariake no Wakare ist reich an intertextuellen Bezügen und erwähnt mehrere andere Monogatari, darunter Utsubo Monogatari und das nicht erhaltene Kakuremino. Wahrscheinlich wurde Ariake no Wakare von dem thematisch nahestehenden Torikaebaya Monogatari inspiriert, das ebenfalls zu den „pseudoklassischen“ (擬古物語 giko monogatari) und den fiktionalen Prosa-Erzählungen (作り物語 tsukuri monogatari), beides Unterkategorien der „höfischen Erzählungen“ oder 王朝物語 ōchō monogatari, zählt. Eine der Hauptfiguren von Torikaebaya Monogatari zeigt ebenso wie Ariake Interesse an gleichgeschlechtlichen romantischen Beziehungen. Auch wurden Parallelen zwischen Ariake und Kaoru, einer Figur aus Genji Monogatari, festgestellt. Ältere japanische Vorläufer des Crossdressing-Motivs sind beispielsweise im Kojiki und im Nihonshoki zu finden.
Bemerkenswerte Parallelen bestehen zwischen Ariake no Wakare und dem altfranzösischen höfischen Roman Le Roman de Silence aus dem 13. Jahrhundert. Protagonisten, die Crossdressing ähnlich wie die Hauptfigur in Ariake no Wakare einsetzen, sind auch in japanischen Theaterstücken der 1980er und 1990er Jahre zu finden.

## Editionen
- Nakamura Tadayuki, Sozawa Takichi (Hrsg.): 有明の別 Ariake no Wakare. Tōkyō 1958 (japanisch, zwei Bände).
- Ōtsuki Osamu (Hrsg.): 在明の別の研究 Ariake no Wakare no Kenkyū. Tōkyō 1969 (japanisch).
- Ōtsuki Osamu (Hrsg.): 有明けの別れ : ある男装の姬君の物語 Ariake no Wakare: Aru Dansō no Himegimi no Monogatari. 1979 (japanisch, nachgedruckt 1987 und 1995).

## Übersetzungen
- Robert Omar Khan: Partings at Dawn [Ariake no Wakare]. In: Stephen D. Miller (Hrsg.): Partings at Dawn. An Anthology of Japanese Gay Literature. San Francisco 1996, S. 21–30 (englisch, PDF – Auszüge aus Kapitel 2, 5, 7, 10 und 11 des ersten Buches).
- Robert Omar Khan: Ariake no Wakare. Genre, gender, and genealogy in a late 12th century monogatari. Vancouver 1998, S. 200–425, doi:10.14288/1.0099323 (englisch, Übersetzung von Buch I, Kapitel 12 und 14 aus Buch II sowie Buch III).